# 有澤樟太郎
有澤 樟太郎（ありさわ しょうたろう、1995年9月28日 - ）は、日本の俳優。兵庫県出身。元キャストコーポレーション所属。現研音所属。

## 経歴・人物
2015年8月、舞台『「K」第二章』より俳優活動を始め、同年11月ハイパープロジェクション演劇『ハイキュー!!』の国見英役で本格デビュー。
2016年、ミュージカル 『刀剣乱舞～幕末天狼傳～』の和泉守兼定役でミュージカル初出演。
2017年、配信ドラマ『めがだん』の春原役でドラマ初出演および初主演。
2018年、平成最後の大晦日には第69回NHK紅白歌合戦にミュージカル『刀剣乱舞』の刀剣男士として出場。
2019年、高橋悠也×東映シアタープロジェクト TXT vol.1「SLANG」で舞台初主演を果たす。
2020年、地上波TVドラマ「田園ボーイズ」にて連続ドラマ初主演を果たし、劇場版が9月に全国公開される。同年ブロードウェイ・ミュージカル「ウエスト・サイド・ストーリー」season3、舞台「七つの大罪」の続編等の出演を控えていたが、緊急事態宣言の発令を受け全公演中止となり出演が見送られる。
2023年、オリックス・バファローズの本拠地 京セラドームでの開幕6連戦3日目に国歌独唱を務める。
2024年、オリックス・バファローズの本拠地 京セラドームで開幕3連戦3日目の特別始球式を務める。4月30日、所属事務所キャストコーポレーションからの退所を発表した。翌5月1日、研音への所属を発表。
特技は野球・バレーボール、趣味は野球観戦・音楽鑑賞。オリックス・バファローズファンを公言している。

## 出演

### 舞台
2015年
- 舞台「K」第二章 -AROUSAL OF KING-（8月5日 - 22日） - アンサンブル[12]
  - 8月5日 - 15日、AiiA 2.5 Theater Tokyo
  - 8月19日 - 22日、メルパルクホール大阪
- ハイパープロジェクション演劇『ハイキュー!!』（11月14日 - 12月6日） - 国見英 役[13]
  - 11月14日 - 23日・12月10日 - 13日、AiiA 2.5 Theater Tokyo
  - 11月27日 - 29日、シアターBRAVA!
  - 12月5日 - 6日、多賀城市民会館大ホール

2016年
- ハイパープロジェクション演劇『ハイキュー!!』"頂の景色″（4月8日 - 5月8日） - 国見英 役[14]
  - 4月8日 - 17日、シアターBRAVA!
  - 4月25日 - 5月8日、AiiA 2.5 Theater Tokyo
- 舞台 WBB vol.10 「懲悪バスターズ」（5月19日 - 29日） - 高坂 役[15]
  - 5月19日 - 22日、東京芸術劇場プレイハウス
  - 5月28・29日、新神戸オリエンタル劇場
- ミュージカル『刀剣乱舞』～幕末天狼傳～（9月24日 - 2017年1月15日） - 和泉守兼定 役[16]
  - 9月24日 - 10月10日・11月17日 - 27日、AiiA 2.5 Theater Tokyo
  - 10月15・16日、キャナルシティ劇場
  - 10月21日 - 30日、サンケイホールブリーゼ
  - 2017年1月13日 - 15日、上海・虹橋芸術中心
- 嚴島神社世界遺産登録20周年記念奉納行事 ミュージカル 『刀剣乱舞』 in 嚴島神社（11月12日、広島 嚴島神社 高舞台） - 和泉守兼定 役[17]
- ミュージカル『刀剣乱舞』 ～真剣乱舞祭 2016～（12月13日 - 21日） - 和泉守兼定 役[18]
  - 12月13日、大阪城ホール
  - 12月20・21日、両国国技館

2017年
- ハイパープロジェクション演劇『ハイキュー!!』"勝者と敗者″（3月24日 - 5月7日） - 国見英 役[19]
  - 3月24日 - 26日・4月28日 - 5月7日、TOKYO DOME CITY HALL
  - 3月31日 - 4月2日、多賀城市民会館大ホール
  - 4月13日 - 16日、梅田芸術劇場メインホール
  - 4月21日 - 23日、キャナルシティ劇場
- 「厨病激発ボーイ」（2017年6月8日 - 18日、CBGKシブゲキ!!） - 中村和博 役
- 朗読劇「陰陽師」～藤、恋せば篇～　陽公演（7月19・22日、六行会ホール） - 安倍晴明 役[20]
- 「幽劇」（8月17日 - 9月3日） - ショウ 役[21]
  - 8月17日 - 23日、日本青年館ホール
  - 9月1日 - 3日、上海・虹橋芸術中心
- リーディングドラマ『SISTER』（10月24・25日、銀座博品館劇場）[22]
- ミュージカル『刀剣乱舞』～真剣乱舞祭 2017～（12月8日 - 24日） - 和泉守兼定 役[23]
  - 12月8・9日、日本武道館
  - 12月12・13日、大阪城ホール
  - 12月19・20日、さいたまスーパーアリーナ
  - 12月23・24日、広州・広州体育館
- 音楽劇「夜曲」（12月15・16日、東京芸術劇場プレイハウス） - ゴロウ 役

2018年
- 「クジラの子らは砂上に歌う」（1月25日 - 2月4日） - シュアン 役
  - 1月25日 - 28日、AiiA 2.5 Theater Tokyo
  - 2月3・4日、サンケイホールブリーゼ
- ミュージカル『刀剣乱舞』～結びの響、始まりの音～（3月24日 - 5月6日） - 和泉守兼定 役[24]
  - 3月24日 - 4月1日、日本青年館ホール
  - 4月8日 - 15日、梅田芸術劇場メインホール
  - 4月20日 - 5月6日、TOKYO DOME CITY HALL
- 「七つの大罪 The STAGE」（8月3日 - 20日） - バン 役[25]
  - 8月3日 - 12日、天王洲銀河劇場
  - 8月18日 - 20日、梅田芸術劇場シアター・ドラマシティ
- 朗読劇「予告犯」（9月16・18・19・23日、あうるすぽっと） - ゲイツ 役
- ミュージカル『刀剣乱舞』～真剣乱舞祭 2018～（11月24日 - 12月16日） - 和泉守兼定 役 [26]
  - 11月24日、サンドーム福井
  - 11月27・28日、日本武道館
  - 12月5・6日、宮城県総合運動公園総合体育館（セキスイハイムスーパーアリーナ）
  - 12月11・12日、大阪城ホール
  - 12月15・16日、幕張メッセ国際展示場 9・10・11ホール

2019年
- 少年社中20周年記念ファイナル 第36回公演 「トゥーランドット～廃墟に眠る少年の夢～」（1月10日 - 31日） - 大将軍ローラン 役[27]
  - 1月10日 - 20日、サンシャイン劇場
  - 1月24日 - 27日、梅田芸術劇場シアター・ドラマシティ
  - 1月30・31日、ももちパレス
- 「どろろ」（3月2日 - 23日） - 多宝丸 役
  - 3月2・3日、梅田芸術劇場シアター・ドラマシティ
  - 3月7日 - 17日、サンシャイン劇場
  - 3月20日、ももちパレス
  - 3月23日、三重県文化会館大ホール
- 高橋悠也×東映シアタープロジェクト TXT vol.1「SLANG」（6月20日 - 30日、よみうり大手町ホール） - 主演 ・バク/新堂紡 役[28]
- 「今、僕は六本木の交差点に立つ」（9月4日 - 8日、天王洲銀河劇場） - 山口俊 役[29]
- 音楽朗読劇「ヘブンズ・レコード ～青空篇～ 2019」（9月27日 - 29日、神戸新聞松方ホール） - タケル 役[30]
- 朗読劇シリーズ 恋を読むvol.2『逃げるは恥だが役に立つ』（10月4・5日、ヒューリックホール東京） - 風見涼太 役[31]
- ミュージカル『刀剣乱舞』歌合 乱舞狂乱（11月24日 - 2020年1月23日） - 和泉守兼定 役[32]
  - 11月24日、長野ビッグハット
  - 11月28・29日、宮城県総合運動公園総合体育館（セキスイハイムスーパーアリーナ）
  - 12月6・7日、北海きたえーる
  - 12月12・13日、福岡国際センター
  - 12月21・22日、広島グリーンアリーナ

2020年
- - 1月4・5日、さいたまスーパーアリーナ
  - 1月11・12日、愛知県国際展示場 展示ホールA
  - 1月15・16日、大阪城ホール
  - 1月22・23日、武蔵野の森総合スポーツプラザメインアリーナ
- ブロードウェイ・ミュージカル『ウエスト・サイド・ストーリー Season3』（4月1日 - 5月31日、IHIステージアラウンド東京） - ベルナルド 役（OguriとWキャスト）[33]<※全公演中止>
- 七つの大罪 The STAGE -裏切りの聖騎士長-（6月18日 - 28日、天王洲銀河劇場） - バン 役<※全公演中止>
- 「刀剣乱舞-ONLINE-」五周年記念 「刀剣乱舞 大演練」（8月11日、東京ドーム） - 和泉守兼定 役<※公演中止>
- ミュージカル『刀剣乱舞』～幕末天狼傳～（9月20日 - 11月23日） - 和泉守兼定 役[34]<※9月24日 - 11月2日公演中止>
  - 9月20日 - 10月10日、天王洲銀河劇場
  - 10月16日 - 18日、北九州ソレイユホール
  - 10月24日 - 11月2日、京都劇場
  - 11月13日 - 23日、TOKYO DOME CITY HALL

2021年
- ミュージカル『刀剣乱舞』五周年記念 壽 乱舞音曲祭 （1月9日 - 23日、東京ガーデンシアター） - 和泉守兼定 役[35]
- ミュージカル「17 AGAIN」（5月16日 - 6月6日） - スタン 役[36]
  - 5月16日 - 6月6日、豊島区立芸術文化劇場（東京建物 Brillia HALL）
  - 6月11日 - 13日、兵庫県立芸術文化センター KOBELCO大ホール
  - 6月18日 - 20日、鳥栖市民文化会館 大ホール
  - 6月26日、広島市文化交流会館（広島文化学園HBGホール）
  - 7月1日 - 11日、御園座
- 朗読劇シリーズ 恋を読むinクリエ『逃げるは恥だが役に立つ』（8月12・15・17日、シアタークリエ） - 風見涼太 役[37]
- 二人芝居「息子の証明」（8月25日 - 29日、銀座博品館劇場） - 主演 ・来栖現実 役[38]
- ミュージカル「GREASE」（11月11日 - 12月19日） - ケニッキー 役[39]
  - 10月30・31日、シアター1010
  - 11月4日 - 7日、御園座
  - 11月11日 - 12月5日、シアタークリエ
  - 12月9日 - 12日、新歌舞伎座
  - 12月17日 - 19日、相模原市立文化会館（相模女子大学グリーンホール）

2022年
- ミュージカル『刀剣乱舞』 ～江水散花雪～（1月30日 - 3月13日） - 和泉守兼定 役[40]
  - 1月30日 - 2月4日、アイプラザ豊橋
  - 2月15日 - 26日、COOL JAPAN PARK OSAKA ＷＷホール<※2月11 - 13、26・27日公演中止>
  - 3月4日 - 13日、TOKYO DOME CITY HALL
- ミュージカル『刀剣乱舞』～真剣乱舞祭2022～（5月8日 - 6月26日） - 和泉守兼定 役[41]
  - 5月8日、サンドーム福井
  - 5月14・15日、名古屋市総合体育館（日本ガイシホール）
  - 5月18・19日、大阪城ホール
  - 5月25・26日、宮城県総合運動公園総合体育館（セキスイハイムスーパーアリーナ）
  - 6月4・5日、西日本総合展示場新館ABC展示場
  - 6月9・10日、広島グリーンアリーナ
  - 6月15・16日、幕張メッセ イベントホール
  - 6月22日 - 26日、国立代々木競技場第一体育館
- ミュージカル「ジャージー・ボーイズ」（10月6日 - 12月11日） - ボブ・ゴーディオ 役（東啓介とWキャスト）[42]
  - 10月6日 - 29日、日生劇場
  - 11月2日 - 6日、新歌舞伎座
  - 11月10日 - 13日、博多座
  - 11月26日・27日、日本特殊陶業市民会館ビレッジホール
  - 12月3日・4日、あきた芸術劇場
  - 12月10日・11日、よこすか芸術劇場大劇場

2023年
- 舞台『キングダム』（2月5日 - 5月11日） - 壁 役（梶裕貴とWキャスト）[43]
  - 2月5日 - 27日、帝国劇場
  - 3月12日 - 19日、梅田芸術劇場メインホール
  - 4月2日 - 27日、博多座
  - 5月6日 - 11日、札幌文化芸術劇場hitaru
- 舞台『セトウツミ』（5月27日 - 6月13日） - 瀬戸小吉 役（牧島輝とのW主演）[44]
  - 5月27日 - 6月4日、東京芸術劇場プレイハウス
  - 6月9日 - 11日、梅田芸術劇場シアター・ドラマシティ
  - 6月13日、日本特殊陶業市民会館ビレッジホール
- リーディングシアター「四つの署名」（8月2・3日、サンシャイン劇場） - ジョン・ワトソン（2日）/シャーロック・ホームズ（3日） 役 他[45]
- ミュージカル『のだめカンタービレ』（10月3日 - 11月4日） - 峰龍太郎 役[46]
  - 10月3日 - 29日、シアタークリエ
  - 11月3日・4日、サントミューゼ 上田市交流文化芸術センター
- TOHO MUSICAL LAB.『わたしを、褒めて』（11月22日・23日、シアタークリエ） - 主演・星奈和 役[47]

2024年
- ミュージカル『ジョジョの奇妙な冒険 ファントムブラッド』（2月6日 - 4月14日） - 主演・ジョナサン・ジョースター 役（松下優也とWキャスト）[48]
  - 2月12日 - 28日、帝国劇場[49]<※2月6日 - 11日公演中止>
  - 3月26日 - 30日、札幌文化芸術劇場 hitaru
  - 4月9日 - 14日、兵庫県立芸術文化センター KOBELCO 大ホール
- ミュージカル『刀剣乱舞』 和泉守兼定 堀川国広 山姥切国広 参騎出陣 ～八百八町膝栗毛～（8月11日 - 9月1日） - 和泉守兼定 役[40]
  - 8月11日 - 18日、SKYシアターMBS
  - 8月24日 - 9月1日、TACHIKAWA STAGE GARDEN
- 音楽朗読劇READING HIGH noir 第1回公演『HYPNAGOGIA～ヒプナゴギア～』（10月13・14日、イイノホール） - ピアニスト 役[50]

2025年
- ミュージカル『HERO』（2月6日 - 3月2日、シアタークリエ） - 主演・ヒーロー・バトウスキー 役[51]
- ブロードウェイミュージカル『キンキーブーツ』（4月27日 - 6月8日） - 主演・チャーリー・プライス 役（東啓介とWキャスト）[52][53]
  - 4月27日 - 5月18日、東急シアターオーブ
  - 5月26日 - 6月8日、オリックス劇場
- ミュージカル『刀剣乱舞』～目出度歌誉花舞 十周年祝賀祭～（7月30日、東京ドーム） - 和泉守兼定 役[54]
- ミュージカル「ジャージー・ボーイズ」（8月10日 - 9月30日、シアタークリエ） - ボブ・ゴーディオ 役[55]
- ミュージカル『のだめカンタービレ』シンフォニックコンサート！（9月14日、東京ガーデンシアター） - 峰龍太郎 役

### 映画
- 劇場版 田園ボーイズ（2020年9月4日、AMGエンタテイメント） - 主演・シンジ 役
- 映画演劇サクセス荘 -侵略者Sと西荻窪の奇跡-（2021年12月31日、イオンエンターテイメント） - アンテナ 役[56]
- 舞倒れ（2024年3月、OfficeENDLESS） - 硲 役[57]

### ドラマ
- めがだん「本屋のめがねくん」（2017年、GYAO!・2019年、CSホームドラマチャンネル） - 主演・春原 晴人 役[4]
- 木ドラ25「テレビ演劇 サクセス荘」（2019年7月11日 - 9月26日 、テレビ東京系） - アンテナ 役[58]
- 「田園ボーイズ」（2020年1月8日 - 2月12日、テレビ神奈川・TOKYO MX他） - 主演・シンジ 役
- 木ドラ25「テレビ演劇 サクセス荘2」（2020年7月10日 - 9月25日、テレビ東京系） - アンテナ 役[59]
- 「テレビ演劇 サクセス荘2mini」(「あにレコTV」内ミニコーナー）（2020年10月12日 - 12月21日、テレビ東京系） - アンテナ役
- 木ドラ25「テレビ演劇 サクセス荘3」（2021年1月6日 - 3月17日　、テレビ東京系） - アンテナ 役[60]
- 「テレビ演劇 サクセス荘3mini」(「あにレコTV」内ミニコーナー）（2021年4月5日 - 6月28日、テレビ東京系） - アンテナ 役
- 「モモウメ」（2021年9月10日 - 11月19日、hulu） - 早稲倫太郎 役[61]
- あざと連ドラ（「あざとくて何が悪いの?」内シリーズ）TELASA完全版SP 後編（2021年10月27日、TELASA） - コウキ 役
- 「死神さん2」第3話（2022年10月1日、hulu） - 荒木駿矢 役
- オクラ～迷宮入り事件捜査～（2024年10月8日 - 12月17日、フジテレビ） - 志熊亨 役[62]
- オクラ～迷宮入り事件捜査～FODオリジナルドラマ EpisodeX『迷宮ダービー』（2024年12月17日、FODプレミアム） - 志熊亨 役

### テレビ
- シブヤノオト（2017年7月2日、NHK総合） - 刀剣男士 team新撰組 with 蜂須賀虎徹
- 佐伯大地・有澤樟太郎 おでかけ! in 熱海（2018年9月17日、12月24日、2019年1月7・14日、CSホームドラマチャンネル）
- 「SONGS OF TOKYO」（2018年11月17日、NHK WORLD-JAPAN / 2019年1月5日、NHK総合） - 刀剣男士 formation of TOKYO
- 第69回 NHK紅白歌合戦（2018年12月31日、NHK総合） - ミュージカル『刀剣乱舞』刀剣男士
- CDTVスペシャル!年越しプレミアムライブ 2018➝2019（2018年12月31日、TBS） - ミュージカル『刀剣乱舞』刀剣男士
- MUSIC FAIR（2019年1月26日、フジテレビ） - ミュージカル『刀剣乱舞』刀剣男士
- ボクらと島ネコ。#1～#4（2019年10月10日 -12月 、テレビ神奈川他）[63]
- テレビ朝日開局60周年記念「ミュージックステーション ウルトラSUPER LIVE2019」（2019年12月27日、テレビ朝日） - ミュージカル『刀剣乱舞』刀剣男士
- ドラマ「田園ボーイズ」特番スペシャル （2019年12月29日、テレビ神奈川・TOKYO MX他）
- 「オダイバ!! 超次元音楽祭」（2020年1月2日、フジテレビ） - ミュージカル『刀剣乱舞』刀剣男士
- 「2.5次元男子推しTV」シーズン4 #1 有澤樟太郎×定本楓馬（2020年1月24日、WOWOW） - ゲスト出演
- 「2020年春!TBSが送る注目の映画＆ミュージカル大解剖スペシャル!」（2020年3月18日、TBS[関東ローカル]）
- 「ウエスト・サイド・ストーリーSeason3 開幕直前SP」（2020年3月28日、TBS[関東ローカル]）
- 「客席回転!?ウエスト・サイド・ストーリー＆これが男のバレエだ!熊川哲也傑作“海賊”」（2020年4月1日、TBS[関東ローカル]）
- 「この感動を見逃すな!『ウエスト・サイド・ストーリー』徹底解剖SP」（2020年4月5日、BS-TBS）
- 「2020FNS歌謡祭」（2020年12月9日、フジテレビ） - 刀剣男士 team新撰組 with 蜂須賀虎徹
- 「全力応援！阪神・オリックス～めざせ夢の"日本シリーズ関西対決"～」（2021年7月17日、NHK大阪）
- 『BS12プロ野球中継2021』東北楽天ゴールデンイーグルスvs.オリックス・バファローズ戦ビジター応援放送（2021年9月16日、BS12） - 副音声・ゲスト出演
- NHK総合「はやウタ」（2021年9月26日、NHK総合） - ミュージカル『グリース』チーム
- 『BS12プロ野球中継2022』埼玉西武ライオンズvs.オリックス・バファローズ戦ビジター応援放送（2022年3月25日、BS12） - 副音声・ゲスト出演
- 「スカパー！ビジボ」福岡ソフトバンクvsオリックス・バファローズ　オリックスファン向けビジターボイス（2022年8月14日、スポーツライブ+） - ゲスト出演
- WOWOW「グリーン＆ブラックス」＃66（2022年9月30日、WOWOWプライム） - ミュージカル『ジャージー・ボーイズ』
- MUSIC FAIR（2022年10月1日、フジテレビ） - ミュージカル『ジャージー・ボーイズ』チームGREEN
- スカパー! プロ野球12球団応援プロジェクト 2022シーズンを振り返ろう！CS直前スペシャル（2022年10月7日、BSスカパー!） - 出演
- 「スカパー！ビジボ」福岡ソフトバンクvsオリックス・バファローズ　オリックスファン向けビジターボイス（2023年5月2日、スポーツライブ+） - ゲスト出演
- 『BS12プロ野球中継2023』東北楽天ゴールデンイーグルスvs.オリックス・バファローズ戦ビジター応援放送（2023年8月11日、BS12） - 副音声・ゲスト出演
- MUSIC FAIR（2025年4月19日、フジテレビ） - ミュージカル『キンキーブーツ』
- 実力派新キャストで話題！ 「ミュージカル　キンキーブーツ」-受け継がれるDNA-（2025年5月10日、フジテレビ）
- 井上芳雄ミュージカルアワー『芳雄のミュー』（2025年5月21日、WOWOWライブ） - ミュージカル『キンキーブーツ』
- 生中継！第78 回トニー賞授賞式（2025年6月9日、WOWOWプライム） - ミュージカル『ジャージー・ボーイズ』チームYELLOW
- 2ヵ月連続「有澤樟太郎に照らされて」（2025年6月16日 - 7月21日、日本映画専門チャンネル）

### イベント
2016年
- 2.5次元フェス（仮）（12月4日、幕張メッセ国際展示場11ホール）[64]

2017年
- キャストサイズ スペシャルトークライブ（1月29日、渋谷 エッグマン）[65]
- INDIA GAMING SHOW 2017（2月4・5日、インド・ニューデリー Pragati Maidan ジャパンパブリック内ステージ） - 和泉守兼定 役[66]
- 有澤樟太郎 22th BIRTHDAY FAN TOUR!!（9月23日 - 24日、1泊2日バスツアー 群馬県方面）[67]
- 「別冊月刊有澤樟太郎」発売記念イベント（12月17日、HMV&BOOKS SHIBUYA）

2018年
- 有澤樟太郎 スペシャルファンミーティングin サンリオピューロランド（3月3日、サンリオピューロランド エンターテイメントホール）
- めがだんDVD発売記念 「スペシャルイベント」＆「上映会」（5月20日、品川プリンスホテル クラブeX）
- 「劇場版 七つの大罪 天空の囚われ人」公開記念『七つの大罪 The STAGE』公開トークイベント（6月30日、代々木アニメーション学院東京校）
- スペシャルイベント『佐伯大地・有澤樟太郎 おでかけ! in 熱海』（8月26日、東京証券会館ホール）
- 『有澤樟太郎 in Australia ～エアーズロック』発売記念イベント（9月9日 - 29日）[68]
  - 9月9日、HMV&BOOKS SHINSAIBASHI
  - 9月15日、星野書店近鉄パッセ
  - 9月22日、HMV&BOOKS HAKATA
  - 9月24日、HMV仙台　E BeanS店
  - 9月29日、HMV&BOOKS SHIBUYA
- 「日本ユニシスPresents ミュージカル『刀剣乱舞』× 読売ジャイアンツ コラボナイター」（9月11日、東京ドーム） - 和泉守兼定 役[69]
- 『有澤樟太郎 in Australia ～ブリスベン』発売記念イベント（12月2日 - 9日）[70]
  - 12月2日、HMV&BOOKS SHIBUYA
  - 12月8日、星野書店近鉄パッセ
  - 12月9日、HMV&BOOKS SHINSAIBASHI
- 『月刊有澤樟太郎×小林裕和』リリースイベント（12月22・23日）
  - 12月22日、国際交流センター小ホール
  - 12月23日、TSBSホール

2019年
- 『あさステ！』公開録音イベント（3月25日、文化放送1F広場 サテライトプラス）
- 「佐伯大地・有澤樟太郎 おでかけ！in 熱海」DVD発売＆DVD購入者イベント（3月31日、HMV&BOOKS SHIBUYA）
- 「テレビ演劇 サクセス荘」ふりかえり上映会（8月18日、星陵会館ホール）
- 『有澤樟太郎FANTOUR IN 兵庫』（10月12日 - 13日、1泊2日バスツアー 兵庫県方面）<※台風の影響により中止>
- 「ボクらと島ネコ。in 田代島」完成披露イベント（10月20日、KFCホール）
- 「田園ボーイズ」～プレオープンパーティー～（12月1日、イオンシネマ板橋）
- 有澤樟太郎2020カレンダー発売イベント（12月2日・15日）
  - 12月2日、国際交流センター小ホール
  - 12月15日、ベルサール御成門タワー3Fホール

2020年
- 「テレビ演劇 サクセス荘」Blu-ray BOX&DVD BOX 発売記念大同窓会（1月25日、千葉県文化会館）
- 「ボクらと島ネコ。」感謝祭（1月26日、サンパール荒川大ホール）
- 「田園ボーイズ」アフターパーティーin Valentine'n Day（2月14日、東京湾クルーズ船上）
- 「田園ボーイズ」映画館 de 一挙観イベント（2月14日、ユナイテッド・シネマ アクアシティお台場）
- ミュージカル『17 AGAIN』パフォーマンス付き製作発表（11月30日、都内某所）

2021年
- SHOTARO ARISAWA FAN TOUR2021（2月6日 - 3月7日）
  - 2月6日、COOL JAPAN PARK OSAKA
  - 2月7日、日経ホール
  - 3月7日、電気ビルみらいホール
- オダイバ!!超次元音楽祭‐ヨコハマからハッピーバレンタインフェス2021‐（2月13日、ぴあアリーナMM） - 和泉守兼定 役
- ACTORS☆LEAGUE 2021（7月20日、東京ドーム）

2022年
- 「映画演劇サクセス荘」舞台挨拶（1月3日、イオンシネマ板橋）和泉守兼定 役
- SHOTARO ARISAWA FAN TOUR2022夏（7月16日 - 31日）
  - 7月16日、朝日生命ホール
  - 7月18日、日本教育館一ツ橋ホール
  - 7月31日、電気ビルみらいホール
- ACTORS☆LEAGUE in Baseball 2022（8月22日、東京ドーム）

2023年
- オリックス・バファローズ　本拠地開幕シリーズ2023（4月6日、京セラドーム） - 試合前セレモニーにて国歌独唱
- SAKAMOTO SHOGO Anniversary Live 『３０×３０』（6月17日、大手町三井ホール） - ゲスト出演
- ACTORS☆LEAGUE in Games 2023（6月19日、日本武道館）
- ACTORS☆LEAGUE in Baseball 2023（7月3日、東京ドーム）
- 『HIGASHI KEISUKE BIRTHDAY LIVE ―音―』（7月15日、I'M A SHOW） - ゲスト出演

2024年
- 映画「舞倒れ」先行上映イベント（3月18・21日、こくみん共済 coop ホール(全労済ホール)／スペース・ゼロ）
- オリックス・バファローズ 「Bs開幕シリーズ2024」 特別始球式（3月31日、京セラドーム）
- ネルケプランニング30th ANNIVERSARY『ネルフェス2024』（8月20日、日本武道館） - 和泉守兼定 役[71]
- 明日海りお FCイベント2024～Precious Party～“THE FINAL Special Ver." （12月20日、LINE CUBE SHIBUYA） - ゲスト出演

2025年
- 中川晃教 Live Music Studio 2025 新春スペシャルライブ（1月4日、日本橋三井ホール） - ゲスト出演
- CONCERT「THE BEST New HISTORY COMING」（2月26日、帝国劇場） - ゲスト出演[72][73]
- 有澤樟太郎 10th Anniversary Concert ～ARIPA!! 2025～（10月18日 - 26日）[74]
  - 10月18日、AiiA 2.5 Theater Kobe
  - 10月24日 - 26日、ニッショーホール

### インターネット配信
- LINE LIVE「さしめし」#303 #304　佐伯大地×有澤樟太郎（2017年4月18・19日）

- 「キャストコーポレーションチャンネル」(2018年1月23日 - 2024年3月30日、ニコニコ生放送） - 不定期出演

- リーディングシアター『緋色の研究』（2020年6月18日、ニコニコ生放送） - シャーロック・ホームズ 役 他[75]
- 『Online♥Reading「百合と薔薇」Vol.01』（2020年6月20日、ABEMA無観客生配信） - 芝崎アキラ 役
- 「刀剣乱舞 大演練～控えの間～」（2020年8月11日、DMM.com）
- 「人生人狼‐アクトセレクト‐」（2020年8月26日、シアターコンプレックス）
- 『Dream Stage -読奏劇-♯7「小川未明/負傷した線路と月」』（2020年11月7日、イマチケ）

- 有澤樟太郎×ザテレビジョン「寺子屋 有澤塾」 (2021年2月9日 - 2024年6月28日/全40回放送 、ニコニコチャンネル）
- マーダーミステリーシアター『演技の代償』（2021年2月21日、SPWN） - 暁零士 役
- TV東京公式「アンテナTV ビンビンch」（2021年2月22日 - 6月28日/全30回配信、YouTubeチャンネル） - アンテナ 役
- VR専用演劇「VVVR」第一弾「SPOOKY!!」（2021年4月30日、VR SQUARE） - サイナン 役
- NHKカルチャーオンライン講座（2021年7月24日、NHK文化センター町田教室） - 講師として出演
- スカパー! プロ野球12球団応援プロジェクト（2022年3月28日 - 2023年10月13日、YouTube他） - スカパー! オリックス・バファローズ応援団長

### ラジオ
- ニッポン放送「刀剣乱舞2.5ラジオ」（2018年4月8日 - 2022年3月27日） - 月替わりパーソナリティー
- 文化放送「超!A&G+」インターネットラジオ『あさステ!』（2018年10月1日 - 2023年3月25日） - 月曜パーソナリティ（-2020年）、週替わりパーソナリティ（2021年 - 2023年）
- 文化放送『よるステ!』（2023年3月29日 - 2024年9月11日） - 週替わりパーソナリティ
- 文化放送「岡田圭右・有澤樟太郎の語れ！バファローズ」（2023年11月8日）

### その他
- ミュージカル『刀剣乱舞』～阿津賀志山異聞～（2016年6月26日、京都劇場） - 和泉守兼定 役（ゲスト出演）[76]
- 舞台「K」-RETURN OF KINGS-（2019年3月1日 - 17日） - アドルフ・K・ヴァイスマン 役（劇中映像出演）[77]
  - 2019年3月1日 - 10日、天王洲銀河劇場
  - 2019年3月15日 - 17日、メルパルクホール大阪
- 古屋兎丸×小林裕和Project第二弾「少年たちのいるところ」展（2019年10月3日 ‐ 20日、銀座・ヴァニラ画廊） - 南野竜 役
- 『スカパー! プロ野球12球団応援プロジェクト』[78]（2022年3月24日 - ） - スカパー! オリックス・バファローズ応援団長
- FLOWER ART FILM "TWILIGHT"（2023年8月3日、Youtubeチャンネル） - 主演

## 作品

### 書籍
- ドラマ「めがだん」公式ガイドブック めがぼん(2017年10月1日発売)
- 『別冊月刊有澤樟太郎』(2017年12月17日発売）
- 『月刊有澤樟太郎×小林裕和』(2018年12月24日発売）
- 「テレビ演劇 サクセス荘 公式ファンBOOK」(2019年8月28日発売)
- 「あさステ！公式ファンブック」(2020年3月16日発売)
- 「ミュージカル『刀剣乱舞』戯曲本～結びの響、始まりの音～」(2021年4月19日発売)
- 帝国劇場アニバーサリーブック NEW HISTORY COMING(2025年1月15日発売)

### 映像
- DVD 『有澤樟太郎 in Australia ～エアーズロック～』 (2018年9月7日発売、イーネット・フロンティア）
- DVD 『有澤樟太郎 in Australia ～ブリスベン～』 (2018年11月30日発売、イーネット・フロンティア）

### 音楽
- 『ACTORS☆LEAGUE 2021』(2021年12月15日発売)